# 三水西南中学

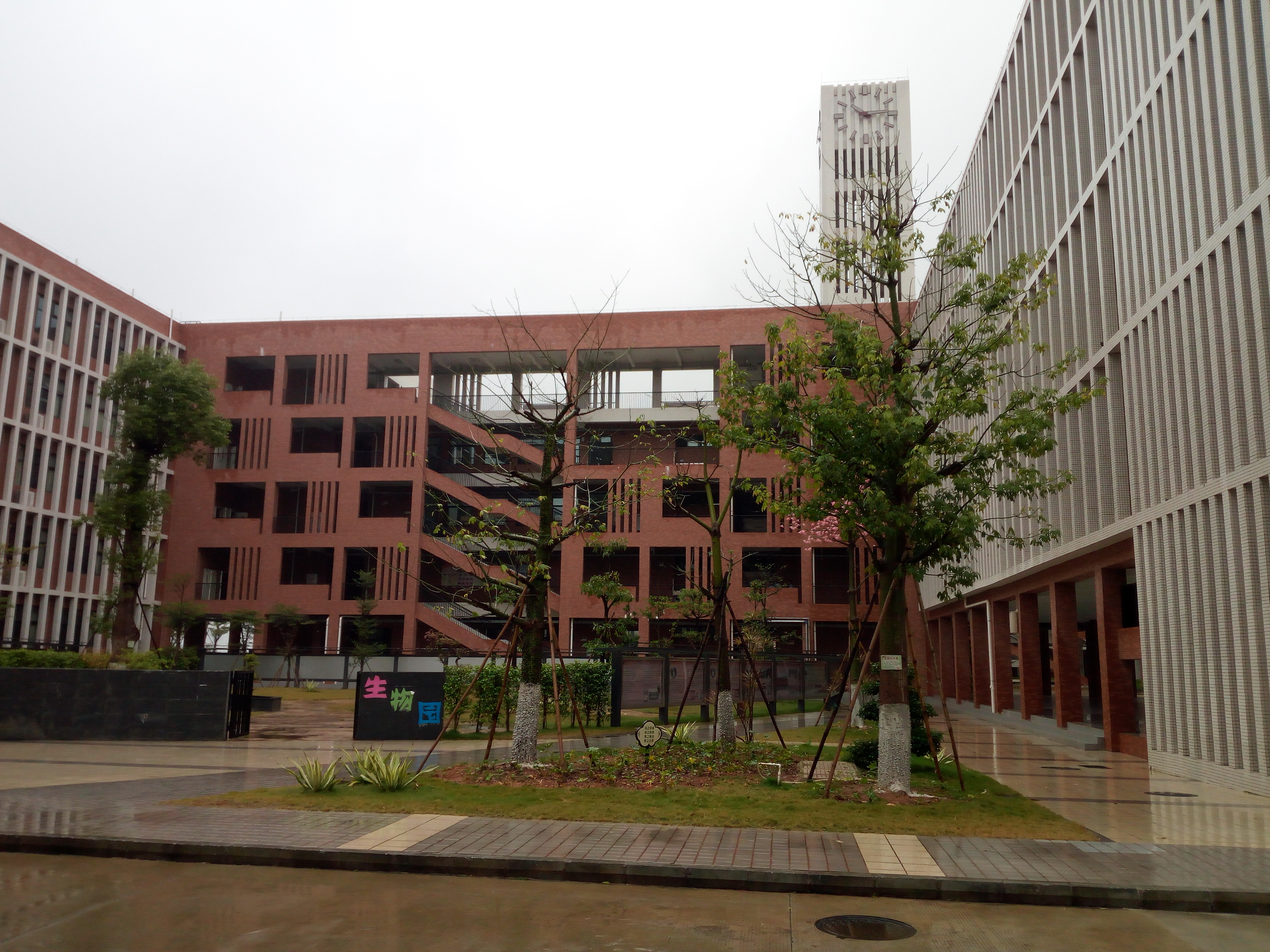
三水西南中学生物园

三水西南中学是中国广东佛山一间寄宿学校，1981年创办，位置在三水区西南街道金本翰林路1号。

## 概述
前身是1950年的三水县第一小学。1955年，改称西南镇中心小学。1969年又改为西南镇第七小学。1977年办戴帽子中学，后在小学里“附设”中学。1979年撤销小学班级，改办完全中学。因学生来自西南镇内8所小学的毕业生，故定名西南中学。学校一开始叫西南二中。2015年出了近5亿元从沙头校区搬到西南并改名叫西南中学。学校曾经获过国家级主题教育示范学校、广东省德育示范学校、广东省书香校园、佛山市首批科研示范学校、佛山市心理健康教育示范学校、佛山市安全文明学校、佛山市优秀家长学校等四十几种荣誉称号。中考成绩稳居佛山市前列，是三水乃至佛山的名校。

## 办学理念
悦志行，成大观，意思是引领师生共同生活，愉悦工作，快乐学习，进而达到更远的目标。

## 校训
博文明理，志行合一，宣导师生志存高远，脚踏实地，做到知书达理、德才兼备。